# 게데산
게데산(인도네시아어: Gunung Gede)은 인도네시아의 자와섬에 있는 화산으로, 성층 화산이다. 이 산은 아주 활동적인 활화산이며, 2개의 봉우리가 붙어있다. 그래서 이곳은 복합 화산으로, 주로 녹색이지만 분화구 주변에는 풀이 없다. 분화구에서는 지금도 증기가 나오고 있다.